# Port de La Baule - Le Pouliguen
Le port de La Baule - Le Pouliguen est essentiellement un port de plaisance situé sur les communes de La Baule-Escoublac et du Pouliguen, dans le département français de la Loire-Atlantique.
Il a été, jusqu’à la fin du XIXe siècle un port de commerce du sel et de pêche, armant des bateaux pour la pêche à la morue et à la sardine.

## Situation

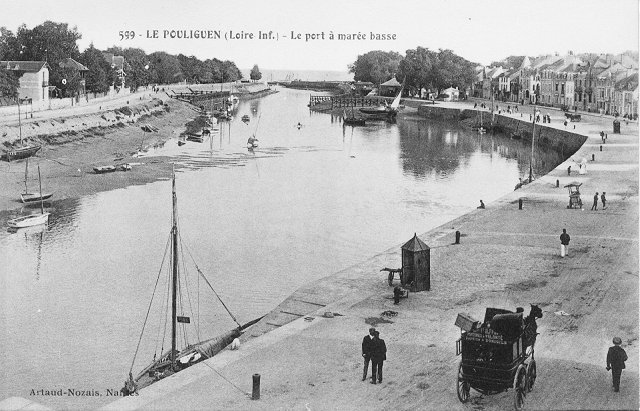
Le port de La Baule - Le Pouliguen à marée basse, vers 1910.

Le port est situé sur l'étier du Pouliguen reliant l’océan Atlantique aux marais salants de Guérande et marquant la limite entre les deux communes de La Baule-Escoublac et du Pouliguen.
Il subit l’effet des marées.

## Histoire
La première structure portuaire remonte au XVe siècle alors que des plans datant du XIVe siècle sont ébauchés pour répondre au besoin des habitants du Pouliguen de transporter le sel récolté dans les marais salants voisins.
La structure initiale semble avoir été perpendiculaire au port connu au XXIe siècle, s’étalant sur 200 m vers l’actuelle rue Jean-Bart.
En 1516, les habitants, trouvant leur port trop exposé aux vents d’ouest, entreprennent de le modifier dans la configuration connue depuis le XIXe siècle.
L’activité du port ne se dément pas au XVIIe siècle, justifiant l’érection d’une chapelle, dédiée à saint Nicolas : 

« Comme au port et havre du Pouliguen, terrouer de Guérande, il y a grand nombre d’habitants et aussi qu’au dit lieu y affluent plusieurs marchands qui recevroient grand contentement s’il y avoit une église ou chapelle audictport où ils pourroient assembler pour faire prières à Dieu, plusieurs bons habitants d’y celui port ont présenté requête à Mgr l’évêque de Nantes afin d’avoir permission d’y bâtir une chapelle, ce à quoi il a consenti verbalement, pourvu que cette chapelle fust fondée et dotée convenablement […] »

— Présentation du chapelain du Pouliguen, les 1er et 31 juillet 1626.
Le commerce du sel demeure florissant aux XVIe et XVIIe siècles ; il marque le pas à partir du XVIIIe siècle et du début du XIXe siècle. Il tente alors de réagir en armant des flottes pour la pêche à la morue.
En 1788, à la suite des requêtes pressantes adressées aux États de Bretagne, un projet de digue « construite perpendiculairement au port, […] de 200 toises de longueur, perreyée des deux côtés, dépassant le niveau des grandes marées et s’étendant jusqu’à une partie plus élevée de la dune » est ébauché, afin de contrer les effets des grandes marées.
Deux brise-lames en pierres d’environ 150 m sont construits en 1820, de part et d'autre de l’embouchure de l’étier, afin de protéger la grève des assauts de la mer. Ils font l’objet de réparations en 1850.
En 1861, les quais sont reconstruits en granit. En 1863, une ébauche de la jetée actuelle est dessinée, à l’extrémité de laquelle un fanal est érigé en 1871.
Ce n’est qu’à partir de 1880 que la rive gauche est aménagée, accompagnant la construction des premières villas du lotissement Benoît à La Baule. Un bac, le Passe-Partout, permet bientôt la traversée du port, à la sortie de celui-ci. Il cesse son activité en 1966. Il est aujourd’hui remplacé par un bateau à moteur.
Au cours du XXe siècle, ce port de commerce et de pêche à la sardine devient essentiellement un port de plaisance,.

## Présentation

### Le port de plaisance

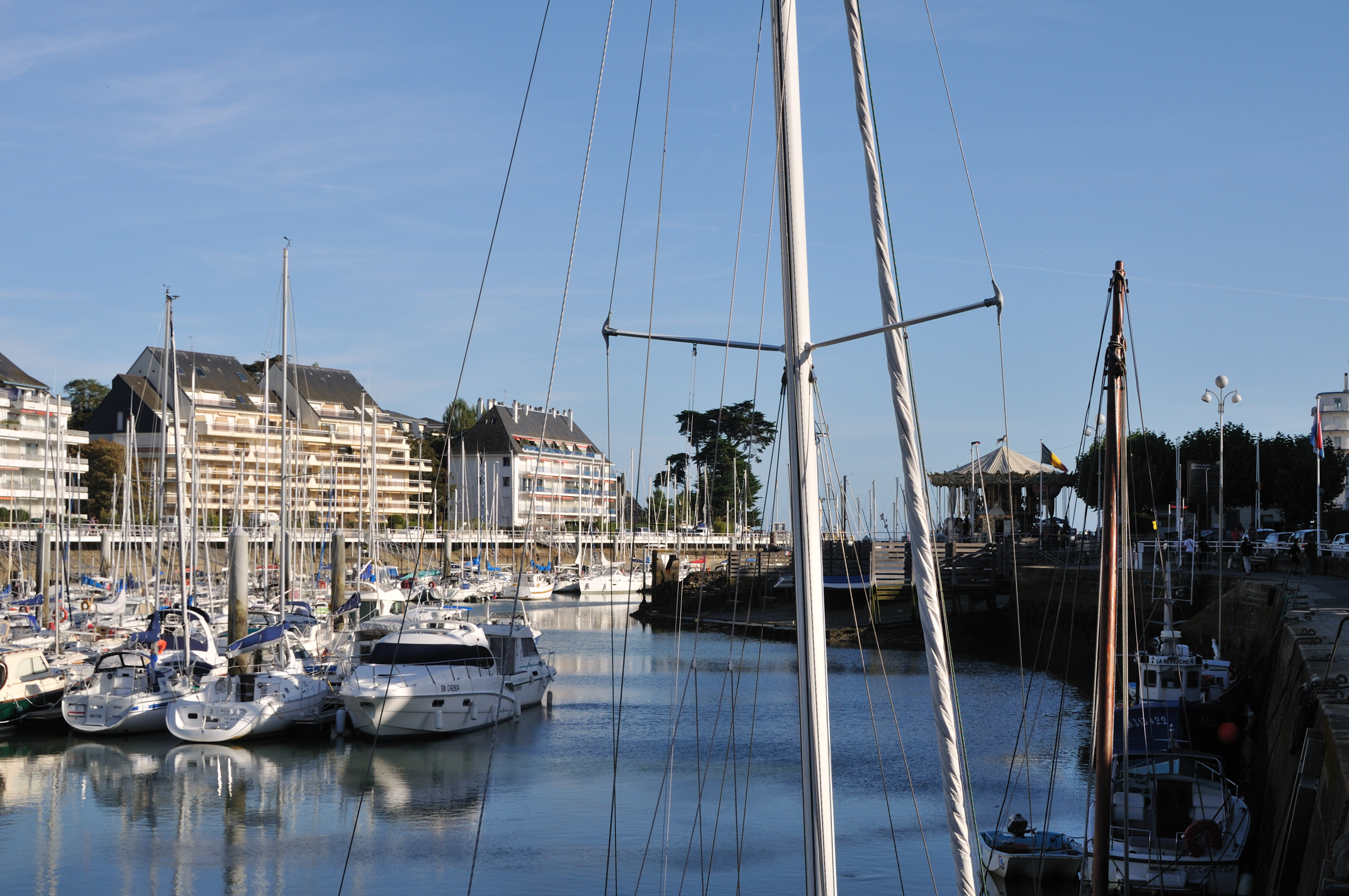
Le port, à gauche la rive bauloise.

Le port est exploité et géré depuis 2014, et pour une durée de 12 années par la chambre de commerce et d'industrie de Nantes et de Saint-Nazaire sur délégation du SIVU du port de pêche et de plaisance La Baule – Le Pouliguen,. Il dispose de 830 places sur pontons et de 30 places visiteurs, ainsi que de trois bassins pouvant accueillir différentes catégories de bateaux.

### Le port de pêche
Si la plaisance représente la majeure partie de l’activité du port, quelques bateaux de pêche, tels l’Exocept ou le Balbuzard suivent le rythme des marées pour une activité professionnelle de pêche.
Une reconstitution d'une chaloupe sardinière est amarrée dans le port.